# パキスタン標準時
パキスタン標準時（パキスタンひょうじゅんじ、ウルドゥー語: پاکستان معیاری وقت）は協定世界時を5時間進めた（UTC+5）標準時である。

## 歴史
パキスタンではイギリス植民地時代の1907年以来、1947年の独立後もUTC+5:30を使用していた。
1951年9月15日に出された数学者のMahmood Anwarによる調査結果を基に西パキスタンではUTC+5（カラチ時間、KART）、東パキスタンではUTC+6（ダッカ時間、DACT）へ標準時が変更されることとなった。この変更は同年10月1日から実施された。
1971年にカラチ時間はパキスタン標準時に改名された。

### 標準時の変遷
| 使用期間  | 協定世界時との差                            | 備考                                  |
| --------- | ------------------------------------------- | ------------------------------------- |
| 1842–1906 | UTC+4:28:12                                 | 地方平均時                            |
| 1907–1951 | UTC+5:30                                    |                                       |
| 1951–1971 | UTC+5（西パキスタン） UTC+6（東パキスタン） | カラチ時間（KART） ダッカ時間（DACT） |
| 1971–現在 | UTC+5                                       | パキスタン標準時（PKT）               |

## 夏時間
パキスタンでは2017年現在、夏時間は実施されていない。

## IANA time zone database
IANA time zone databaseのzone.tabには、パキスタンの標準時が1つ含まれている。
| 国コード | 座標        | TZ           | 注釈 | 協定世界時との差 | 夏時間 | 備考 |
| -------- | ----------- | ------------ | ---- | ---------------- | ------ | ---- |
| PK       | +2452+06703 | Asia/Karachi |      | +05:00           | +05:00 |      |